# Иван Мицов (духовник)
Вижте пояснителната страница за други личности с името Иван Мицов.
Иван Мицов или Мицев е български духовник и революционер, деец на Вътрешната македоно-одринска революционна организация.

## Биография
Иван Мицов е роден в беровското село Владимирово, тогава в Османската империя, днес в Северна Македония. Присъединява се към ВМОРО. Борец е срещу османската власт и сръбската пропаганда. Свещенодейства в Пехчево.